# Chimonanthus zhejiangensis
Chimonanthus zhejiangensis M.C.Liu – gatunek rośliny z rodziny kielichowcowatych (Calycanthaceae Lindl.). Występuje naturalnie we wschodnich Chinach – w prowincji Zhejiang. 

## Morfologia
PokrójZimozielony krzew. Kora ma brązowoszarawą barwę. Młode gałązki są owłosione, szarawe i kanciaste.
LiścieNaprzeciwległe. Mają kształt od owalnie eliptycznego do podłużnie eliptycznego. Mierzą 5–13 cm długości oraz 2,5–4 cm szerokości. Są nagie, skórzaste. Blaszka liściowa jest o klinowej nasadzie i spiczastym wierzchołku. Ogonek liściowy jest nagi, ma brązowoczerwonawą barwę i dorasta do 5–8 mm długości.
KwiatyObupłciowe, pojedyncze, rozwijają się w kątach pędów. Mają żółtawą barwę. Listków okwiatu jest 16–20 – zewnętrzne są owaln, mają brązowożółtawą barwę i owłosione od zewnętrznej strony, natomiast w okółku środkowym i wewnętrzne mają lancetowaty kształt. Kwiaty mają 5–7 pręcików, 8–15 prątniczków oraz 6–9 słupków.
OwoceNiełupki o eliptycznym kształcie, osiągają 10–13 mm długości i 4–5 mm szerokości, mają brązową barwę. Są zamknięte w dzwonkowatym, zwężonym przy wierzchołku, zdrewniałym dnie kwiatowym o długości 2,5–3,5 cm i szerokości 1,5–2 cm.

## Biologia i ekologia
Rośnie w widnych lasach. Występuje na wysokości do 900 m n.p.m. Kwitnie od października do listopada, natomiast owoce dojrzewają od listopada do grudnia.